# Powiat Ōi
Powiat Ōi (jap. 大飯郡 Ōi-gun) – powiat w Japonii, w prefekturze Fukui. W 2024 roku liczył 17 351 mieszkańców.

## Miejscowości
- Ōi
- Takahama